# Le sette vipere (Il marito latino)
Le sette vipere (Il marito latino) è un film del 1964 diretto da Renato Polselli. 
Nel film appaiono anche (solo per 10 minuti verso il finale) i comici Franco Franchi e Ciccio Ingrassia nel ruolo di avvocati.

## Trama
Lorenzo è un industriale, si è sposato in Argentina, ed è succube della moglie, una donna terribile che, spinta da amiche perfide e difesa da una assurda legislazione, riesce a far sequestrare tutti i beni del marito, a cacciarlo di casa e a farsi affidare i due bambini nati dal loro infelice matrimonio. L'industriale disperato ripara in Italia, portando con sé i figli che ha rapito e l'affezionata segretaria. Ma anche in Italia la legge gli è avversa. Citato in tribunale dalla moglie, Lorenzo compare davanti al magistrato. Per sua fortuna, i legali della donna sono due inetti che gli permettono di ottenere l'annullamento del matrimonio, nonché un congruo indennizzo delle sofferenze fino ad allora patite.

## Curiosità
La canzone dei titoli di testa e di coda Se vuoi lasciarmi è cantata da Luciano Fineschi.